# David B. Steinman
David Barnard Steinman (11 de junio de 1886 - 21 de agosto de 1960) fue un ingeniero civil estadounidense especializado en grandes estructuras. Fue el diseñador del puente de Mackinac y de otros muchos puentes notables. Autor de numerosas publicaciones, creció en el bajo Manhattan de la ciudad de Nueva York y vivió con la ambición de dejar una huella comparable a la del puente de Brooklyn junto al que vivía. En 1906 obtuvo su licenciatura en el City College y en 1909, una maestría en artes de la Universidad de Columbia y un doctorado en 1911. Fue galardonado con la Medalla Louis E. Levy del Instituto Franklin en 1957.
Construyó puentes en los Estados Unidos, Tailandia, Inglaterra, Portugal, Italia, Brasil, Haití, Puerto Rico, Canadá, Corea, Irak y Pakistán. Tenía una inclinación literaria, y fue un autor publicado con varios libros, artículos sobre el avance de su oficio, e incluso tenía libros infantiles y poesía en su haber. 

## Primeros años
Steinman era el hijo de inmigrantes judíos. Poco se sabe de su familia y sobre su primera infancia, aparte de que tenía 6 hermanos. Existe cierta controversia sobre dónde y cuándo nació. Algunas fuentes indican que nació en Chomsk (Хомск חומסק), Brest (Bielorrusia), en 1886, y emigró a los Estados Unidos con su familia en 1890. Sin embargo, otras fuentes, como Ratigan y el propio Steinman señalan que nació en Nueva York en 1887. 
Creció en la ciudad de Nueva York y se crio bajo la sombra del Puente de Brooklyn. El puente de Williamsburg se construyó mientras Steinman era un niño. El final del siglo XIX y el principio del siglo XX fue una época de importantes construcciones de puentes en la zona, y más tarde dijo que por entonces adquirió su temprano interés por los puentes. 
Debido a que su familia tenía pocos recursos económicos, tuvo que trabajar para poder asistir al City College de Nueva York. Se graduó summa cum laude en 1906 y luego se matriculó en la Universidad de Columbia, donde obtuvo tres títulos adicionales que culminaron en un doctorado en Ingeniería Civil. Su tesis doctoral versó sobre el diseño de un arco de celosía de acero para el puente Henry Hudson. Mientras asistía a la Universidad de Columbia, atendió becas e impartió clases nocturnas en el City College y en la Stuyvesant Evening High School. Aceptó un puesto de profesor en la Universidad de Idaho en Moscow (Idaho) (1910-1914), pero deseaba regresar a Nueva York.

## Inicio en la construcción de puentes

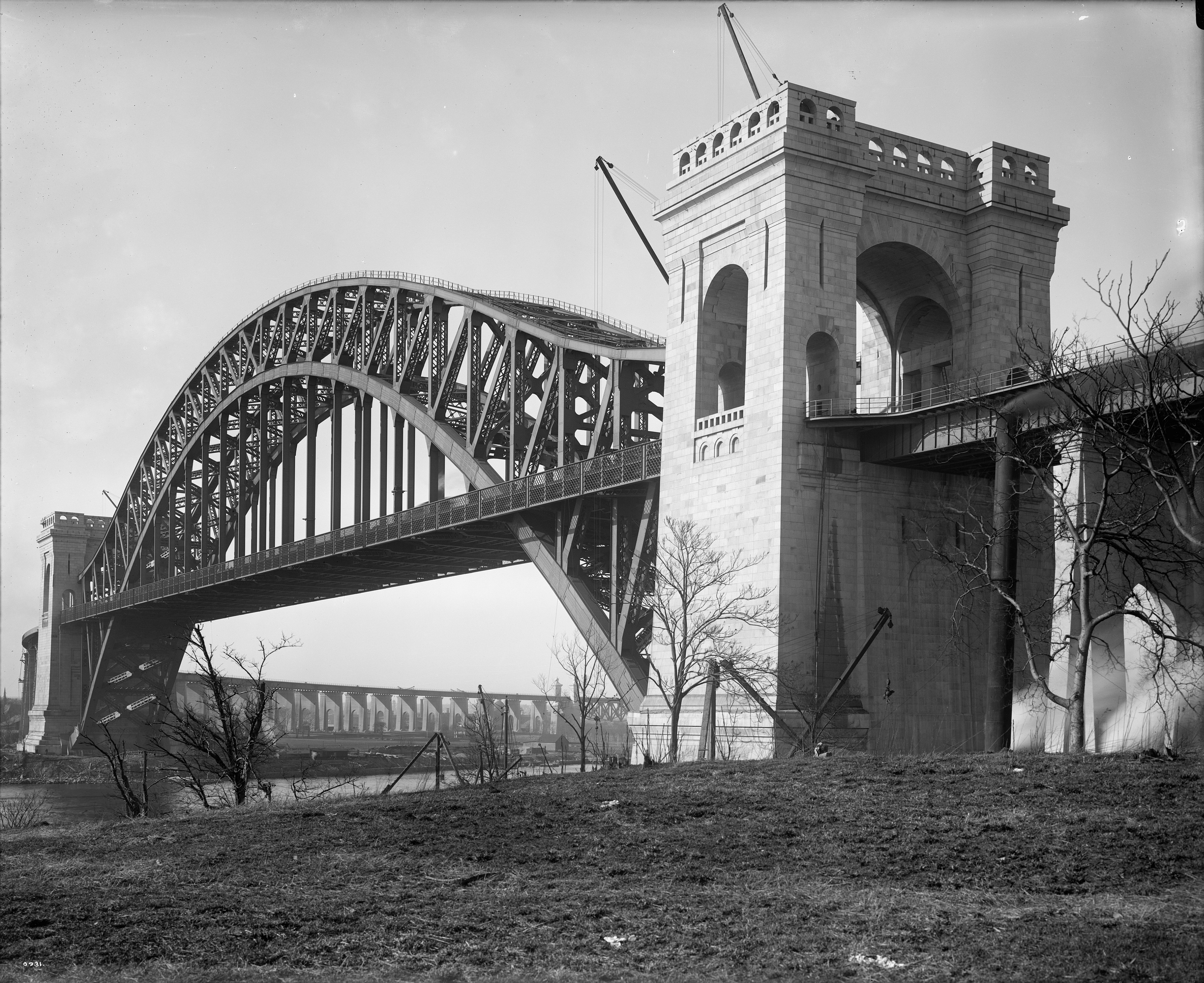
El arco de Hell Gate, Ciudad de Nueva York, como se veía en 1917

Después de entrar en contacto con Gustav Lindenthal para trabajar en el puente Hell Gate, regresó a la ciudad de Nueva York para convertirse en asistente especial de Lindenthal, junto con el suizo Othmar Ammann, otro joven constructor de puentes. Se dijo que esta experiencia de trabajar juntos originó su rivalidad profesional, que duró 40 años. Su salario era el típico de la época, unos 200-225 dólares al mes. Lindenthal le dio a sus protegidos consejos sobre ingeniería, tales como: "Steinman, la ingeniería de puentes es fácil. Es la ingeniería financiera la que es difícil" (Petroski 327). Mientras trabajaba con Lindenthal, Steinman también trabajó en el puente de Sciotoville, un cruce sobre el río Ohio. Después de este trabajo, Steinman buscó otro empleo, y participó como ingeniero asistente en el puente del Rondout Creek y como ingeniero asistente para el Ferrocarril Central de Nueva York.

## Robinson y Steinman
En mayo de 1920, Holton D. Robinson (nacido en 1863 en Massena, Nueva York, y fallecido en 1945, ingeniero del puente de Williamsburg) coincidió con Steinman y le propuso que se unieran para crear un diseño para el puente de Florianópolis (o Puente de Hercilio Luz, 1926), en la localidad de Florianópolis, Brasil. Después de ser asesorado por Charles Fowler, Steinman aceptó la propuesta y formaron la firma Robinson & Steinman en 1921, una asociación que duró hasta la década de 1940. No ganaron el contrato, pero continuaron colaborando en él y en otros proyectos. Los comienzos de la década de 1920 se consideraron un momento difícil para la construcción de puentes, por lo que Steinman intentó diseñar sus puentes para que fueran económicamente viables en lugar de artísticos, sin sacrificar la integridad estructural del puente. Por ejemplo, Robinson y Steinman modificaron los planes originales del puente de Florianópolis, utilizando cadenas de barras perforadas en el cordón superior de la estructura en lugar del cable convencional. El nuevo diseño produjo un puente muy rígido con mucho menos material que la propuesta original. Otros ingenieros de puentes también tendrían que tener en cuenta este nuevo diseño. Steinman era bien considerado en la profesión y tenía la reputación de hacer buenas presentaciones y de ser astuto políticamente.  
Las décadas de 1920 y 1930 fueron un período relativamente ocupado para Steinman. Su firma participó en muchos proyectos importantes, como el Puente Hercílio Luz (o el Puente de Florianópolis, 1926), el Puente del Estrecho de Carquinez (1927, en ese momento el segundo puente en ménsula más grande de los Estados Unidos), el Puente de Mount Hope y el Puente colgante de Grand Mère (ambos de 1929), el puente de St. Johns y el puente de Waldo Hancock (ambos de 1931), el Sky Ride (puente transbordador de pasajeros de 1933 en la Exposición del Siglo de Progreso en Chicago), el puente Henry Hudson (1936, particularmente gratificante cuando se realizó con este puente su propuesta de tesis doctoral), el puente de las islas de Wellesley y Hill, el puente colgante de la isla de Wellesley y el puente de la isla Georgina (todos de 1938 y parte del Sistema de puentes de las Mil Islas), el puente de la isla Deer y el puente de Sullivan-Hutsonville (ambos de 1939). 
Además de los muchos puentes que diseñó, se le consultó sobre varios proyectos que su empresa no ganó. Quizás el más famoso de estos puentes sea el "Galloping Gertie", el puente original de Tacoma Narrows construido en 1940. Steinman participó ampliamente en el diseño del puente durante la década de 1920, pero finalmente su diseño no fue seleccionado. Escribió sobre su frustración con respecto al diseño elegido y predijo que esta solución fracasaría. Presentó sus hallazgos en la reunión de 1938 de la división estructural de la Sociedad Americana de Ingenieros Civiles. Entre la audiencia se encontraba Leon Moisseiff, el diseñador del Puente de Tacoma Narrows que estaba en construcción en ese momento. Se produjo el colapso del puente y escribió que tuvo un profundo impacto en sus principios de diseño; se volvió aún más conservador. Se dice que diseñó el puente de Mackinac para soportar vientos de casi 600 km/h. Es considerado por muchos como su trabajo más significativo, aunque, quizás no por el propio Steinman, quien expresó una preferencia personal por el puente de St. Johns, y dijo: "Si me preguntas cuál de mis puentes amo más, creo que diría que el puente de St. Johns. Puse más de mí mismo en ese puente que en cualquier otro puente". 
Durante este período, Steinman se convirtió en presidente de la Asociación Americana de Ingenieros e hizo campaña por la consecución de estándares educativos y éticos más estrictos dentro de la profesión. También fundó la Sociedad Nacional de Ingenieros Profesionales en 1934, siendo su primer presidente. A mediados de la década de 1930, Steinman tenía una gran reputación profesional como uno de los principales ingenieros de puentes de los EE. UU., especialmente en puentes colgantes de gran envergadura, pero sus puentes fueron eclipsados ante la opinión pública por el puente George Washington de su antiguo rival Ammann (1931) y por el puente Golden Gate de Joseph Strauss (1937) entre otros. Sus planes para un puente cruzando la bahía de la ciudad de Nueva York (el "Puente de la Libertad") fracasaron con el colapso del  puente de Tacoma en 1940, que puso en duda todas las propuestas de puentes colgantes de grandes luces.

## Trabajo de posguerra
Steinman y su firma también estuvieron a cargo de la rehabilitación principal del puente de Brooklyn a partir de 1948. La página Structurae.de contiene una imagen de Steinman situado despreocupadamente sobre los cables del puente, quizás una de sus imágenes más conocidas. 

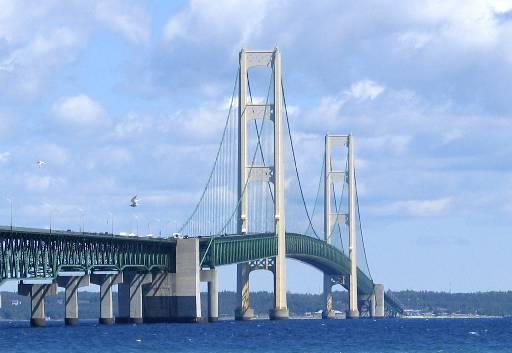
El logro más importante de Steinman, el "Mighty Mac", el puente del Estrecho de Mackinac

Pero todavía quedaban puentes colgantes de grandes luces por construir. Steinman fue responsable del puente Kingston-Rhinecliff (1957). Más importante aún, el desarrollo y la planificación del Puente Mackinac habían sido contemplados durante algún tiempo, y Steinman fue nombrado miembro de la junta de ingenieros con base en la legislación de la Legislatura del Estado de Míchigan de 1950, declarando que "la junta de ingenieros contratada por la Autoridad del Puente de Mackinac debía ser seleccionada y nominada por el Decano de Ingeniería de la Universidad de Míchigan", y pronto se convirtió en el portavoz de la junta. Pero su salud estaba fallando y sufrió ataques cardíacos en 1952, el mismo año en que la legislatura aprobó la financiación. Sin embargo, estuvo muy involucrado en todos los aspectos de la construcción del puente de principio a fin. 
Desde los comienzos de su trabajo en el puente Mackinac, Stewart Woodfill quedó impresionado con el procedimiento ético de Steinman al abordar sus solicitudes. En 1950 se introdujo una nueva legislación que establecía que "la junta de ingenieros contratada por la Autoridad del Puente de Mackinac sea seleccionada y nominada por el Decano de Ingeniería de la Universidad de Míchigan" (Ratigan 280). Esta medida se arbitró para asegurar que no hubiera influencia política en esta decisión. Steinman fue seleccionado para ser miembro de la junta, y dada su habilidad para trabajar en grupo, fue elegido portavoz de la junta. Cuando se trataba de hablar ante grandes audiencias, lo hacía de forma natural. Se dijo que estaba "tan cómodo ante grandes audiencias como en los puentes altos" (Petroski 332). La tensión derivada de la gestión de las primeras etapas del puente pronto le afectó, y padeció ataques al corazón en 1952, el mismo año en que la legislación aprobó la financiación y la construcción del puente. 
A pesar de que propuso un grandioso cruce de 1524 metros de luz en el centro del estrecho de Mesina en Sicilia, el "Mighty Mac" (completado en 1957 y en aquel momento el puente colgante de mayor luz del mundo), sería su último gran logro. En 1960, resultó nombrado el 16º Miembro de Honor de la Sociedad Nacional de la Ingeniería Civil Chi Epsilon. Steinman murió en 1960. 
En el momento de su muerte, era presidente de la Sociedad para la Historia de la Tecnología. 
--Tributo - Para concluir, el Dr. Dunn pronunció estas palabras sobre la necesidad de una educación más amplia para los ingenieros: "Si la formación del ingeniero descuida los grandes espejos humanos de la historia y los idiomas, si su corazón y su mente son insensibles a las grandes fuerzas sociales, si desarrolla débilmente las cualidades sutiles del carácter que conforman la personalidad, su carrera será limitada, no importa cuánta ciencia sepa" (Ratigan 315). 
La firma de ingeniería Steinman pasó a formar parte del Parsons Transportation Group (sitio de la compañía) en 1988.

## Vida personal y aficiones
A la edad de 63 años, Steinman se interesó por la poesía. Muchas personas le escribieron diciendo que sus puentes representaban poemas. Esto le inspiró para comenzar a escribir. Su amor por la construcción de puentes se reflejó en sus escritos, que se pueden ver en los títulos de dos de sus poemas, "El puente" y "Construí un puente". Recibió un gran reconocimiento por su poesía; muchos poemas se publicaron en varios periódicos y revistas, así como en el libro "Construí un puente y otros poemas", publicado en 1955. Steinman se involucró liderando varios grupos de poesía, incluido la presidencia de la Fundación de Poesía de Wisconsin y la dirección del Instituto de Poesía de Nueva York.

## Lecturas relacionadas
- Hobbs, R.S. (2006).  Catastrophe to Triumph: Bridges of the Tacoma Narrows.  Pullman: Washington State Press.
- Petroski, H. (1995). "Engineers of Dreams." New York: Random House. ISBN 0-679-76021-0
- Rubin, L. (1958). "Mighty Mac." Detroit: Wayne State University Press. ASIN B00072JSRW
- Ratigan, W. (1959). "Highways Over Broad Waters." Grand Rapids: Wm. B. Eerdmans Publishing. ASIN B0007IY0OC

## Libros y artículos de Steinman
No es una lista exhaustiva, dado que Steinman fue un autor prolífico. Muchos de estos libros no tienen ISBN, ya que son anteriores al sistema ISBN . 
- Steinman, David B. A Practical Treatise on Suspension Bridges (2nd edition), John Wiley & Sons, New York (USA), 1929.
- Steinman, D. "Waldo-Hancock Bridge", in Engineering News Record, 17 de marzo de 1932.
- Steinman, D. (1945). The Builders of the Bridge: The Story of John Roebling and His Son New York: Harcourt Brace. ISBN 0-405-04724-X (second edition 1950)
- Steinman, D. "Le pont sur le détroit de Messine pour relier la Sicile à l'Italie", in Travaux, November 1954, n. 241.
- Steinman, David B. "Multiple-Span Suspension Bridge to Replace Rhine Arches at Düsseldorf", in Engineering News Record, 27 de junio de 1946, n. 26.
- Steinman, D. (1957). Miracle Bridge At Mackinac. Grand Rapids: Wm. B. Eerdmans Publishing. ASIN B0007DXCV4
- Steinman, David B. I Built A Bridge, And Other Poems, The Davidson Press, New York, 1955.